# Martin Gélinas
Martin Gélinas (* 5. Juni 1970 in Shawinigan, Québec) ist ein ehemaliger kanadischer Eishockeyspieler und derzeitiger -trainer, der im Verlauf seiner aktiven Karriere zwischen 1989 und 2009 unter anderem 1420 Spiele für die Edmonton Oilers, Nordiques de Québec, Vancouver Canucks, Carolina Hurricanes, Calgary Flames, Florida Panthers und Nashville Predators in der National Hockey League auf der Position des linken Flügelstürmers bestritten hat. In Diensten der Edmonton Oilers gewann Gélinas im Jahr 1990 den Stanley Cup. Seit Sommer 2012 ist er im Trainerstab der Calgary Flames tätig.

## Karriere
Während seiner Juniorenzeit spielte er bei den Olympiques de Hull in der Ligue de hockey junior majeur du Québec mit Jeremy Roenick und Stéphane Matteau. Nach guten Leistungen holten ihn die Los Angeles Kings beim NHL Entry Draft 1988 in der ersten Runde als Gesamtsiebten.

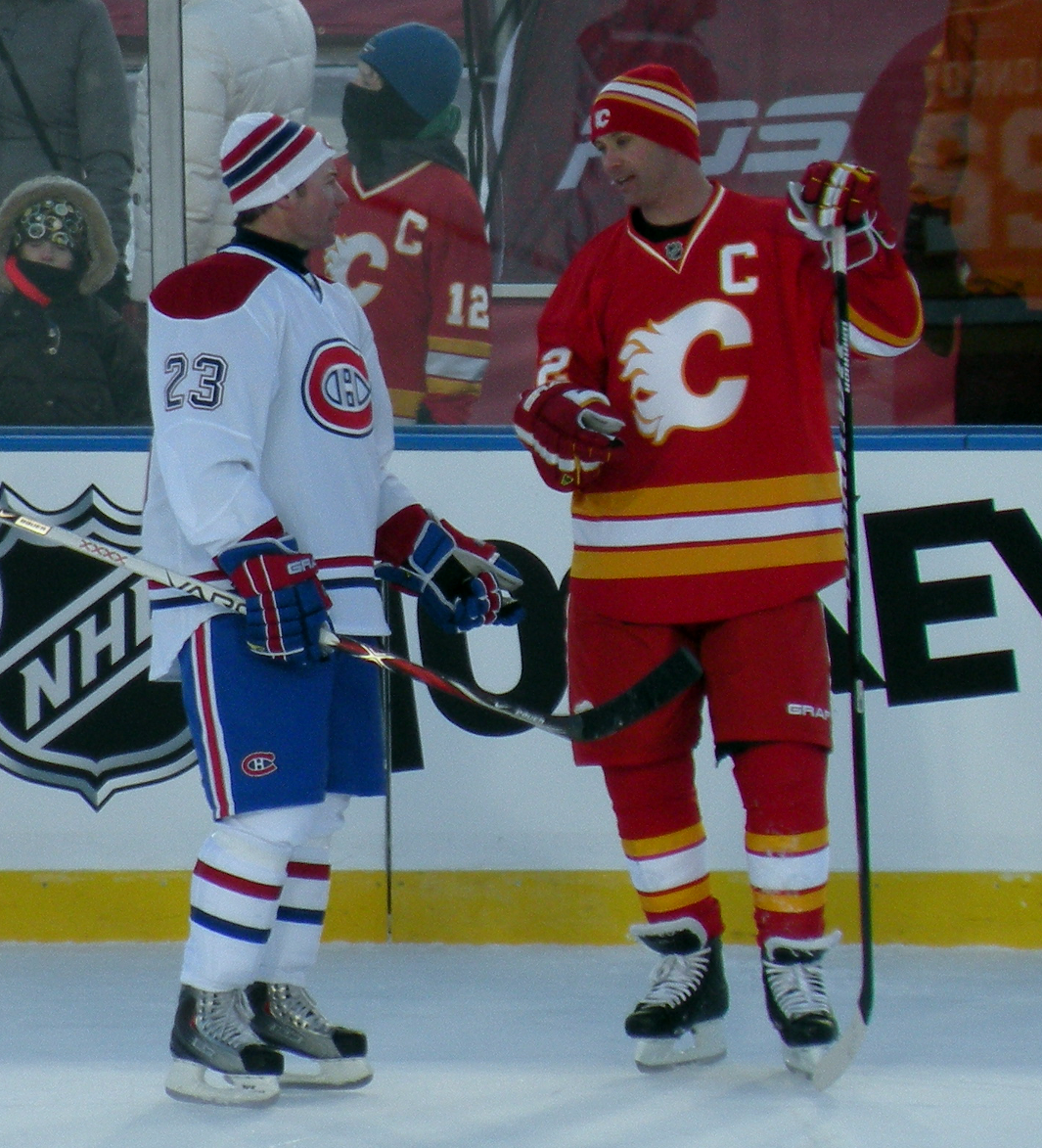
Gélinas (links) und Craig Conroy (rechts) beim Heritage Classic 2011

Kurz darauf war er Teil des Pakets, das die Kings schnürten um Wayne Gretzky aus Edmonton zu holen. Mit ihm wechselten Jimmy Carson und einige Draftrechte zu den Edmonton Oilers. Diese gaben ihm auch gleich in der Saison 1988/89 in sechs Spielen die Gelegenheit, sein Können zu beweisen. Mit einem Tor und zwei Vorlagen startete er verheißungsvoll. Nach einer ordentlichen Leistung in der regulären Saison spielte er in den Playoffs 1989/90 mit Adam Graves und Joe Murphy in einer Reihe. Auch ohne Gretzky gelang es den Oilers, die nun von Mark Messier angeführt wurden, den Stanley Cup zu gewinnen. 
Zur Saison 1993/94 wechselte er zu den Nordiques de Québec, doch in seiner Heimat konnte er die Erwartungen nicht erfüllen und so holten ihn die Vancouver Canucks im Laufe der Saison. Bei den Canucks kam er besser zurecht und erreichte bereits in seinem ersten Jahr die Finals. Hier unterlagen die Canucks mit dem starken Pawel Bure den New York Rangers um Mark Messier. Nach zwei Spielzeiten mit über 30 Toren gaben die Canucks ihn kurz nach Beginn der Saison 1997/98 mit Kirk McLean an die Carolina Hurricanes für Sean Burke, Geoff Sanderson und Enrico Ciccone ab. Auch mit den Hurricanes erreichte er die Finals um den Stanley Cup. Mit einem Tor in der Nachspielzeit der Halbfinals hatte er großen Anteil am Finaleinzug. Doch in der Saison 2001/02 hatten sie gegen die Detroit Red Wings keine Chance.
Nach fünf Jahren in Carolina wechselte er zur Saison 2002/03 zu den Calgary Flames. In seinem zweiten Jahr bei den Flames, in dem er sein 1000. NHL-Spiel bestritt, erreichte sein Team knapp die Playoffs. Sowohl in der ersten wie in der zweiten Runde brachte er die Flames mit einem Tor in der Overtime im jeweils letzten Spiel der Serie eine Runde weiter. Auch in den Halbfinals schoss er das entscheidende Tor im letzten Spiel und stand so zum vierten Mal in seiner Karriere im Finale. Dies brachte ihm den Spitznamen „The Eliminator“ ein. Gegen die Tampa Bay Lightning reichten seine beiden Tore nicht, um seinen zweiten Titel zu gewinnen.
Die darauffolgende Spielzeit fiel durch einen Streik aus und er spielte in der Schweiz für den Forward Morges HC und HC Lugano. Als die NHL den Spielbetrieb wieder aufnahm, spielte er für die Florida Panthers. Nach zwei Jahren bei den Panthers unterschrieb er für die Saison 2007/08 einen Einjahresvertrag bei den Nashville Predators, bei denen er der älteste Spieler im Kader war. Ab November 2008 spielte er in der Schweizer Hauptstadt für den SC Bern. Nach der Saison 2008/09 beendete der Kanadier seine aktive Laufbahn.
Von 2009 bis 2012 war er Director of Player Development im Franchise der Nashville Predators. Von Sommer 2012 an war er Assistenztrainer der Calgary Flames, ehe er dort zur Saison 2021/22 ebenfalls ins PLayer Development wechselte.

## Erfolge und Auszeichnungen
| - 1988 Coupe-du-Président-Gewinn mit den Hull Olympiques - 1988 Trophée Michel Bergeron - 1988 LHJMQ First All-Star Team | - 1988 CHL Rookie of the Year - 1988 George Parsons Trophy - 1990 Stanley-Cup-Gewinn mit den Edmonton Oilers |

## Karrierestatistik

### International
Vertrat Kanada bei:
- Junioren-Weltmeisterschaft 1989
- Weltmeisterschaft 1998

(Legende zur Spielerstatistik: Sp oder GP = absolvierte Spiele; T oder G = erzielte Tore; V oder A = erzielte Assists; Pkt oder Pts = erzielte Scorerpunkte; SM oder PIM = erhaltene Strafminuten; +/− = Plus/Minus-Bilanz; PP = erzielte Überzahltore; SH = erzielte Unterzahltore; GW = erzielte Siegtore; 1 Play-downs/Relegation; Kursiv: Statistik nicht vollständig)